# Franciszek Siwek
Franciszek Siwek (ur. 30 listopada 1858 w Suchej Górnej, zm. 21 czerwca 1933 w Suchej Górnej) – polski poeta ludowy i publicysta, z wykształcenia cieśla.
Był synem chałupnika. Skończył jedną klasę w szkole ludowej w Suchej Górnej. Pracował jako górnik w kopalni "Gabriela" w Karwinie. Bibliotekarz istniejącego od 1883 do I wojny światowej Kółka Rolniczego i Oświatowego w Suchej Górnej.
Karierę publicystyczną zaczynał od pisania do dwutygodników "Wieniec" i "Pszczółka". Od 1897 roku jego artykuły ukazywały się w "Głosie Ludu Śląskiego", a od 1903 roku w "Robotniku Śląskim". Był też autorem utworów okolicznościowych: Pamięci zabitych braci-górników, Na grób Józefa Szymana, Na powitanie "Głosu Ludu Śląskiego" i Pieśni cieślarzy. W literaturze zwraca się uwagę, że jego twórczość poetycka Była najlepszym wyrazem uczuć polskich górników i biedoty chłopskiej na terenie Zagłębia Karwińskiego.
Pracował jako cieśla w Suchej Górnej, a od 1917 roku także jako grabarz na miejscowym cmentarzu komunalnym.